# Mabuse
Jan Gossaert, también conocido como Janin Gosart y por sobrenombres El Mabuse (Maubeuge, h. 1478 – Amberes, 1532), fue un pintor flamenco que es tenido por uno de los primeros que trajo a Flandes las recetas del Renacimiento italiano y más en concreto el romanismo.

## Biografía
Nació en Maubeuge (hoy en Francia); el nombre de su ciudad natal –escrito como Mabuse– le ha servido de apodo, siendo de este modo más conocido que por su auténtico nombre y apellido: Jan Gossaert (Gossart según muchos autores franceses).
Adoptó el apellido de Mabuse por su lugar de nacimiento, Maubeuge (Mabuse en neerlandés). Se inscribió como Jennyn van Hennegouwe cuando se matriculó en la Guilda de San Lucas en Amberes en 1503. Nada se sabe de sus primeros años, pero se cree que pasó su juventud en la frontera francesa más que a orillas del Escalda. Sin la sutileza o la energía de Van der Weyden, tenía en común con el gran maestro de Tournai y Bruselas, el que sus composiciones se ambientasen normalmente en fondos arquitectónicos.
Pintó para varias cortes en diversas ciudades de los Países Bajos e Italia, y de esta forma conoció de primera mano los estudios que sobre anatomía, perspectiva y motivos clásicos se hacían por entonces.

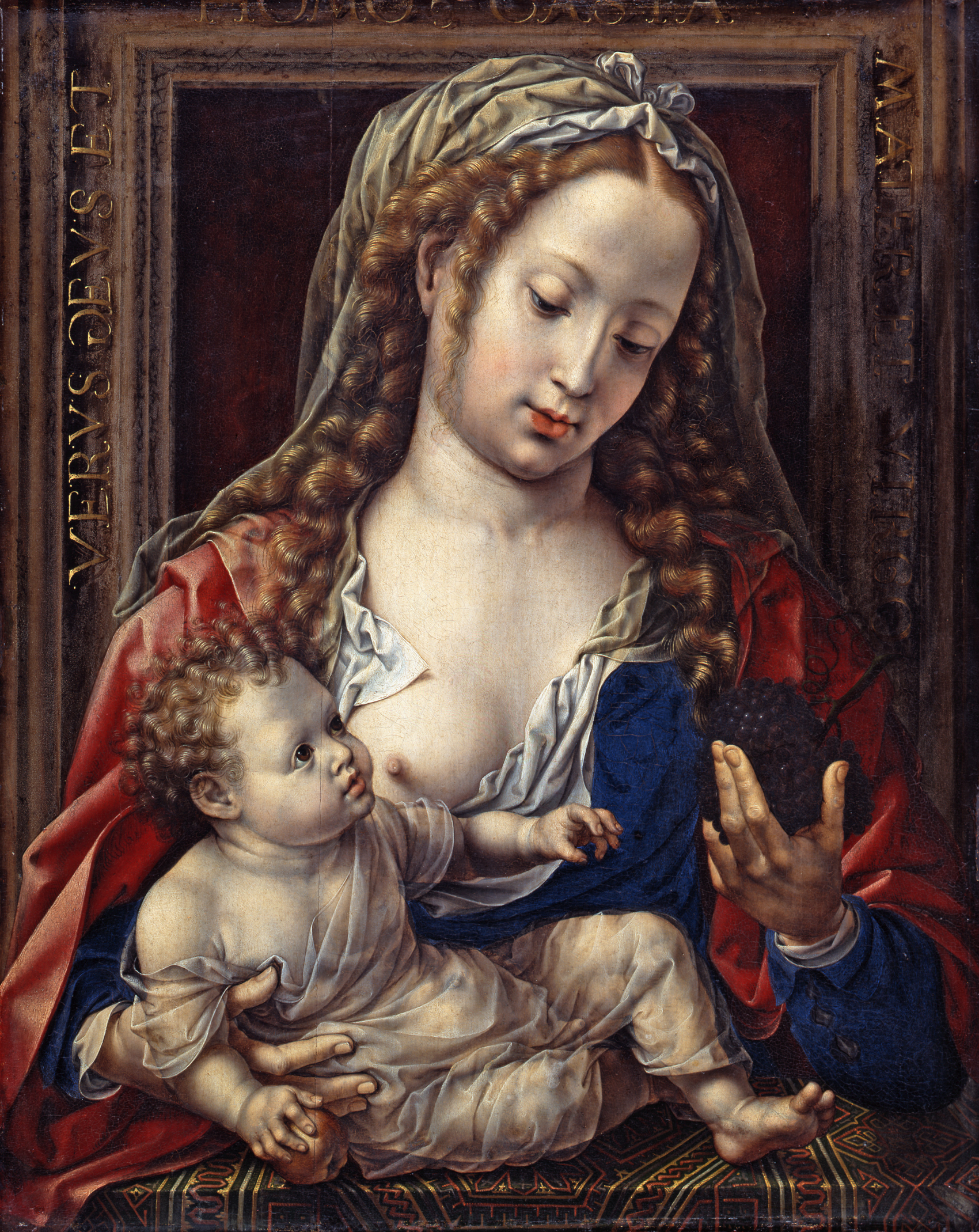
María con el niño, Gemäldegalerie de Berlín.

Aunque en sus primeros cuadros depende de los maestros de la frontera con Francia, también confiesa su admiración por los grandes pintores que dieron lustre por primera vez a Amberes. En La Adoración de los Reyes Magos, gran pintura de retablo que pasó del Castillo de Howard a la National Gallery de Londres en 1911, junta unas treinta figuras en un fondo arquitectónico, variados en detalle, de formas macizas y ornamentos a la moda. Sorprende con sus trajes pomposos y los llamativos contrastes de tono. Sus figuras, como piezas sobre un tablero de ajedrez, son a menudo rígidas y convencionales. El paisaje que se muestra a través de las columnatas está adornado con torres y agujas en la moda detallista de Van der Weyden. Combina en una mezcla curiosa y no sin habilidad el sentimiento de Memling, la brillantez y característicos contrastes de color para colorear los relieves, los pliegues de los mantos propios de Van der Weyden, y el marcado, aunque socrático, moldeado del rostro destacado en las obras de Quentin Massys. 
Después de residir durante algunos años en Amberes, Mabuse entró al servicio de Felipe de Borgoña (1464-1524), bastardo de Felipe el Bueno, en aquella época Señor de Somerdyk y almirante de Zelanda. Ya había destacado por un famoso cuadro, un Descendimiento de la Cruz, con 50 figuras, en el altar mayor del monasterio de San Miguel de Tongerloo. Felipe de Borgoña ordenó a Mabuse que ejecutara una réplica para la iglesia de Middelburg; y se dio tanto valor a este cuadro que Durero, de viaje en Flandes en esas fechas, se desplazó a Middelburg en 1521 expresamente para verlo. En 1568 el retablo sería destruido por el fuego. 
En 1508 Mabuse acompañó a Felipe de Borgoña en su misión italiana ante el Papa, y gracias a ello se produjo una importante revolución en el arte de los Países Bajos. Parece que Mabuse estudió en Italia principalmente las frías y pulidas obras de la escuela leonardesca. No sólo trajo a casa un estilo nuevo, sino que también introdujo la moda de viajar a Italia. Y desde entonces hasta la época de Rubens y Van Dyck se consideró apropiado que todos los pintores flamencos visitaran la península itálica. Los flamencos injertaron manierismos italianos en sus propias obras; y algunos críticos opinan que el cruce fue tan desafortunado que durante un siglo el arte flamenco perdió todo rastro de originalidad. 
En el verano de 1509 Felipe regresó a los Países Bajos y, retirándose a su sede de Suytburg en Zelanda, se dedicó a planear decoraciones para su castillo y encargar cuadros de Mabuse y de Jacopo de'Barbari. Estando en constante comunicación con la corte de Margarita de Austria en Malinas, dio a los artistas que empleó grandes oportunidades de promoción. Barbari fue nombrado pintor de corte de la regente, mientras que Mabuse recibió encargos menos importantes. Según los documentos, Mabuse pintó un retrato de Leonor de Austria, y otras piezas menores, para Carlos V en 1516. 

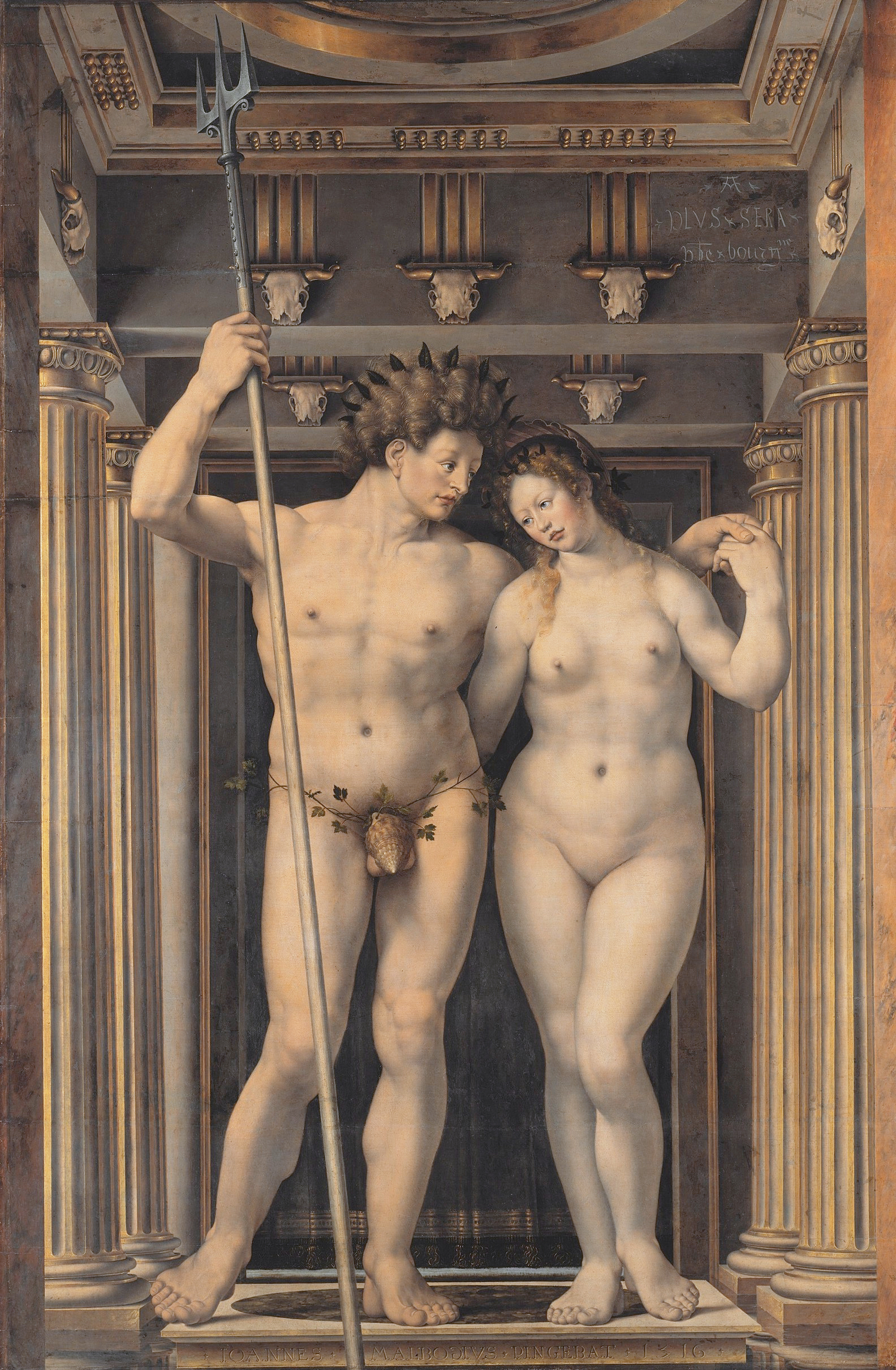
Neptuno y Anfítrite, 1516, tabla, 188 × 124 cm, Gemäldegalerie de Berlín.

Los únicos cuadros de esta época que firmó fueron Neptuno y Anfítrite de 1516, en Berlín, y la Virgen, con un retrato de Jean Carondelet de 1517, en el Louvre. En ambos se ve claramente que Vasari hablaba de oídas cuando menciona el progreso que hizo Mabuse en el verdadero método de producir cuadros llenos de figuras mitológicas desnudas y poéticas. Es difícil encontrar nada más opuesto a lo italiano que Anfítrite, salvo acaso su pareja Neptuno. En obras posteriores del mismo tema, la Adán y Eva de Hampton Court, o su más débil réplica en Berlín y Venus y Amor (Museos reales de Bellas Artes de Bélgica), Bruselas), se observa más desnudez, combinada con un realismo que resulta rudo comparado con lo que se hacía en Italia. 
Felizmente, Mabuse era capaz de logros mayores. Su San Lucas pintando a la Virgen en Praga, con una variante en el Kunsthistorisches Museum de Viena, la Virgen de la colección Baring en Londres y las numerosas versiones de La burla de Cristo (Gante y Amberes), todas ellas prueban que el viajar había dejado inalteradas muchas cualidades fundamentales de Mabuse. Sus figuras aún conservan un carácter pétreo; su arquitectura es rica y variada, y sus tonos son fuertes. Sin embargo, los brillantes contrastes de matices chillones se reemplazan por grises más sobrios; y una fría bruma, el esfumado de los milaneses, domina las superficies. Normalmente este rasgo tiende a ser molesto, pero cuando aparece poco, el maestro muestra una brillante paleta combinada con una superficie suave y unos perfiles incisivos. De esta manera logra cuadros como las Vírgenes de Múnich y Viena (1527), una joven pesando piezas de oro (Berlín), y los retratos de los niños del rey de Dinamarca en Hampton Court.

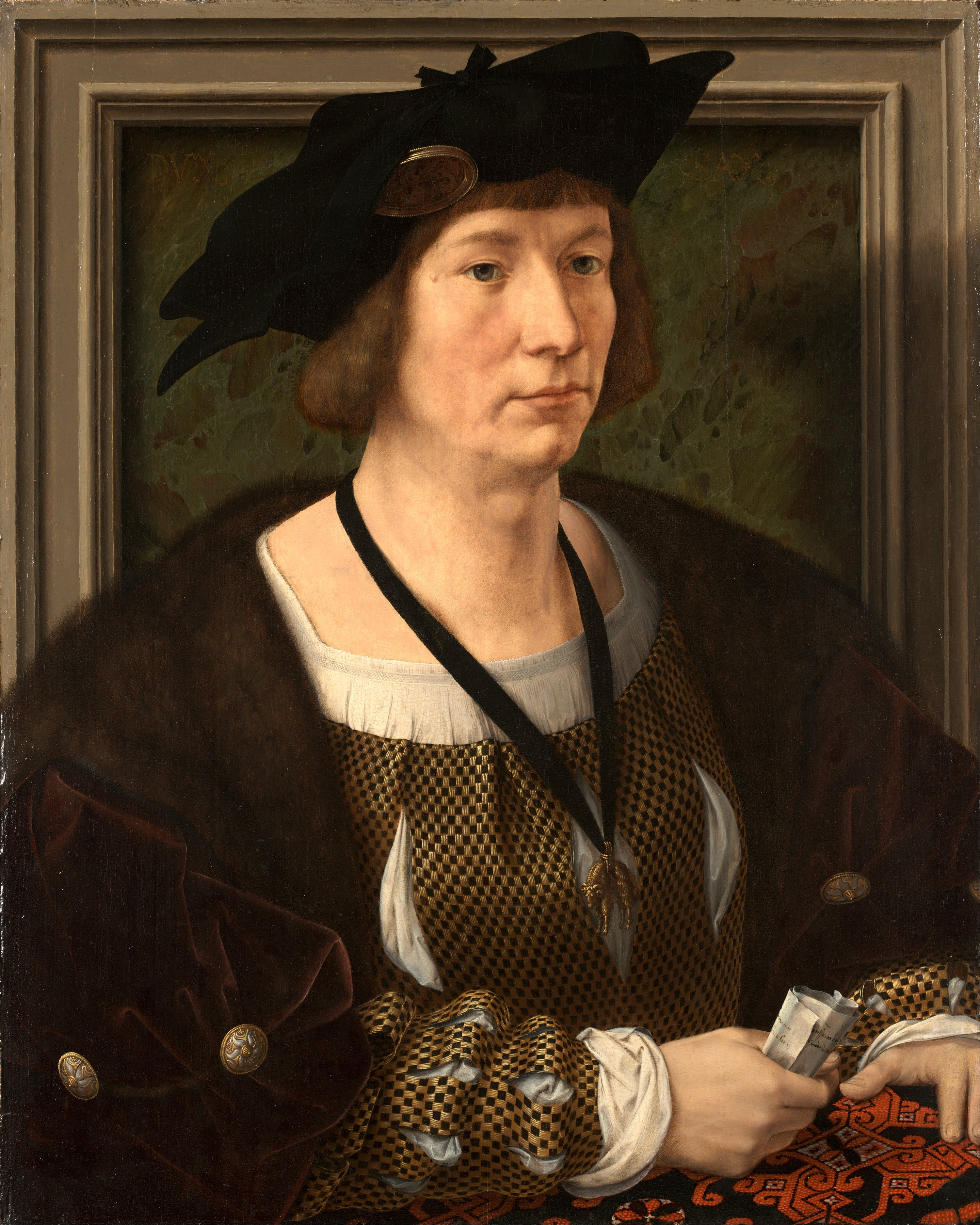
Retrato de Enrique III de Nassau-Breda quien vivió entre 1483 y 1538 (Museo Kimbell, Fort Worth).

Se considera que fue en torno a 1528 cuando Mabuse acabó los retratos de los tres hijos del rey Cristián II de Dinamarca: Juan, Dorotea y Cristina, que pasaron a formar parte de la colección de Enrique VIII. Estos retratos son idénticos a los de tres niños en Hampton Court, que durante mucho tiempo se conocieron y se copiaron como retratos del príncipe Arturo, príncipe Enrique y princesa Margarita de Inglaterra. Una de las copias en Wilton, inscritas con el nombre falsificado de Hans Holbein y la fecha falsa de 1495, ha sido a menudo citado como una prueba de que Mabuse fue a Inglaterra en el reinado de Enrique VII; pero la afirmación no se sostiene.
Cuando estos retratos se hicieron, Mabuse vivía en Middelburg. Pero a intervalos vivió en otros lugares. Cuando Felipe de Borgoña se convirtió en obispo de Utrecht, y se asentó en el castillo de Durstuede, en 1517, estaba acompañado por Mabuse, quien ayudó a decorar el nuevo palacio de su señor. A la muerte de Felipe, en 1524, Mabuse diseñó y erigió su tumba en la iglesia de Wijk bij Duurstede. Finalmente se retiró a Middelburg, donde entró al servicio del hermano de Felipe, Adolfo, señor de Veeren.
La biografía de Karel van Mander acusa a Mabuse de estar habitualmente borracho; pero esto debe de ser una exageración o totalmente falso. Van Mander parece más atinado al describir la espléndida apariencia del artista cuando, vestido con brocado dorado, acompañó a Lucas von Leyden en un viaje de placer por Gante, Malinas y Amberes en 1527. Las obras de Mabuse son las de un artista trabajador y paciente; el gran número de cuadros que se conservan demuestra con hechos que era productivo y que no perdía el tiempo como un libertino. El matrimonio de su hija con el pintor Henry van der Heyden de Lovaina prueba que tenía un hogar, y que no vivía habitualmente en las tabernas, como sugiere Van Mander. Su muerte en Amberes está registrada en un retrato grabado de Jerome Cock.

## Obra

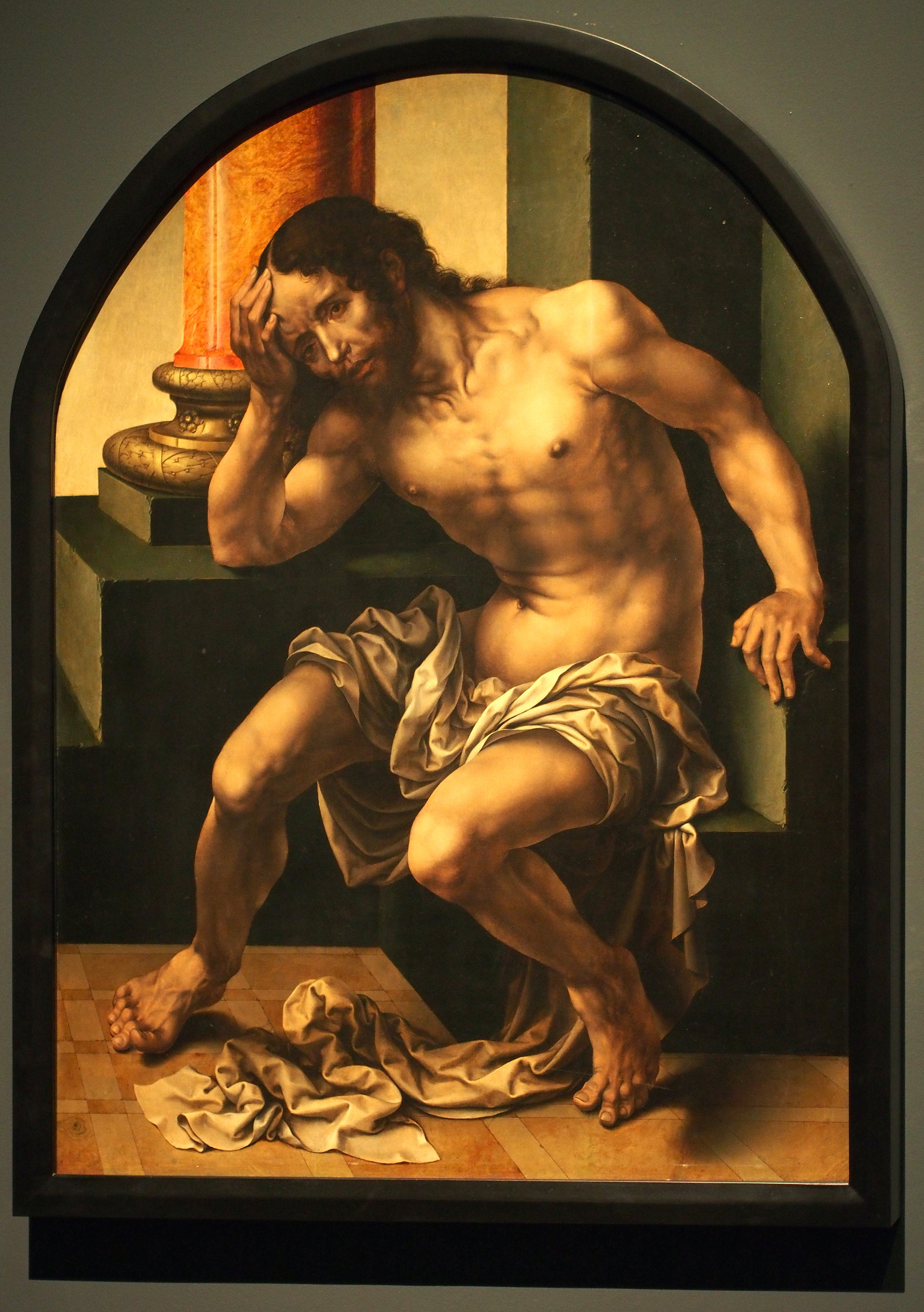
Cristo antes de la flagelación, 1509. Valencia, Museo del Patriarca

Combinó  elementos propios del renacimiento  italiano (claroscuros, perspectiva, motivos clásicos del paganismo grecorromano), con la vivacidad y precisión técnica de la pintura flamenca, haciendo así una particular síntesis con el Renacimiento nórdico. Sin embargo, tal fusión es menos lograda que la alcanzada por Durero, y su resultado es más efectista y ornamental que convincente, en cuanto a perspectiva y composición. La ejecución exquisita, con múltiples veladuras, se explica por la clientela selecta, de la nobleza, que le encargó obras. Al contrario que la mayoría de los autores de su época, no acostumbraba a vender sus obras en el mercado abierto, sino para unos pocos clientes, por lo que mantienen una alta calidad y grado de acabado.
Destacan obras como su Retrato de un hombre, posiblemente un autorretrato (c. 1515-20; Currier Museum of Art, Mánchester, Nuevo Hampshire), Retrato de Francisco de los Cobos (Getty Center, Los Ángeles), La Adoración de los Reyes Magos (c. 1515-20, National Gallery de Londres), San Lucas pintando a la Virgen (c. 1515, Kunsthistorisches Museum de Viena), Neptuno y Anfitrite (1516, Gemäldegalerie de Berlín), La metamorfosis de Hermafrodito y Salmacis (h. 1520, Museo Boymans Van Beuningen, Róterdam), San Juan y el Niño Jesús besándose, Cristo entre la Virgen y San Juan Bautista, La Virgen con el Niño (c. 1527, Museo del Prado, Madrid), La Sagrada Familia (Museo de Bellas Artes de Bilbao), Adán y Eva (Museo Thyssen-Bornemisza, Madrid) y Dánae (Múnich, Alte Pinakothek). 
Pintó numerosas versiones de Adán y Eva bajo influencia de Durero, así como el tema, frecuente en la pintura nórdica, del Cristo sentado sobre la piedra fría, o, diversamente, Cristo antes de la flagelación, Varón de dolores o Cristo esperando la crucifixión en el Gólgota (Amberes, Koninklijk Museum voor Schone Kunsten, Gante, Museum voor Schone Kunsten), motivo que, en la versión del museo del Real Colegio del Corpus Christi de Valencia, evidencia el conocimiento de la escultura helenística del llamado Torso de Belvedere. Dejó también retratos de personalidades, como Juana I de Castilla y su hijo el emperador Carlos V, retrato conocido a través numerosas de copias, y el del secretario Francisco de los Cobos y Molina.